# تجلی عیسی

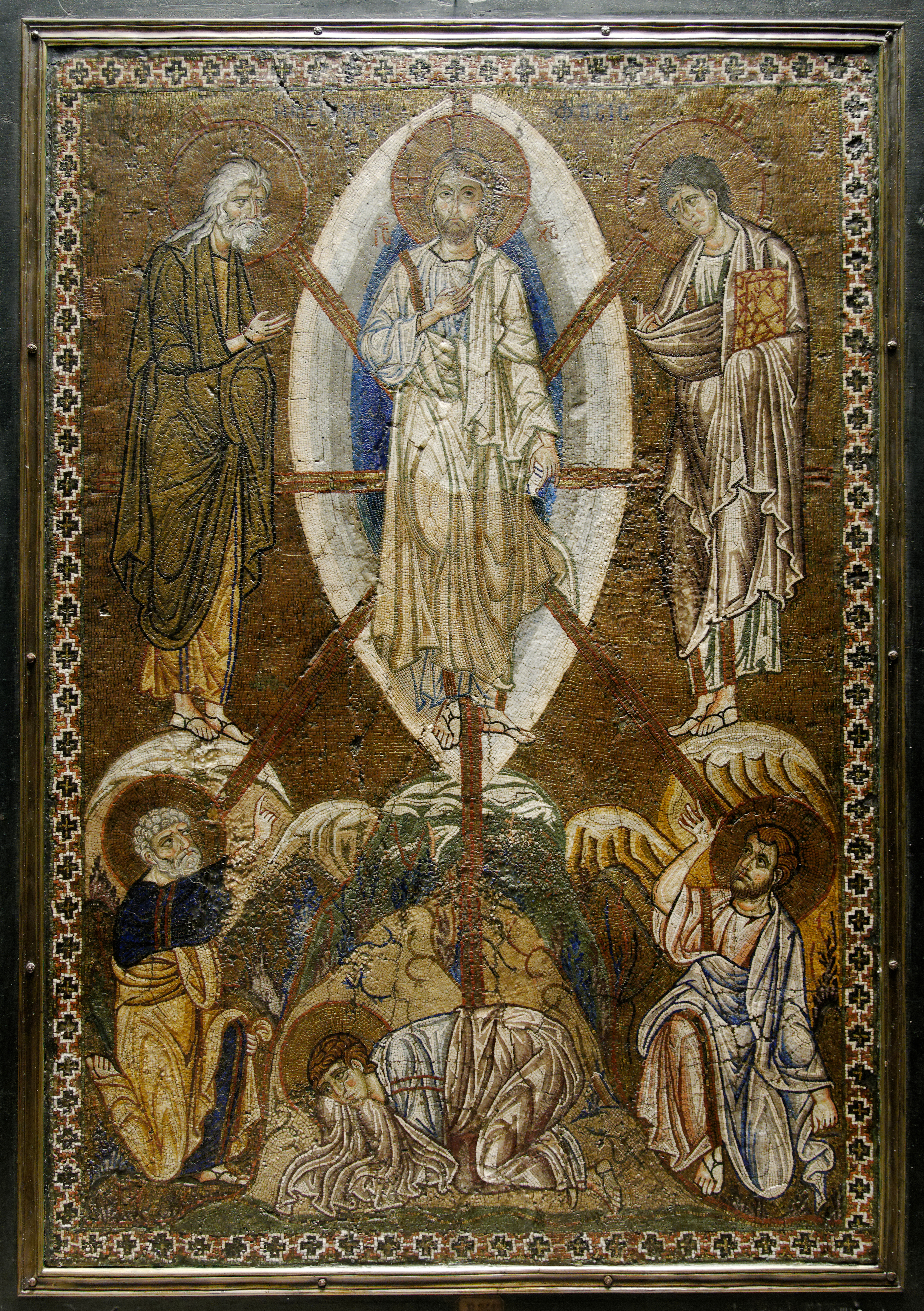
نقشی از دگرگونی سیمای مسیح در یک اثر هنری بیزانسی، مربوط به حدود سال ۱۲۰۰. تصویر الیاس، عیسی و موسی را با همراه با سه تن از حواریون نشان می‌دهد.

تجلی عیسی یا دگرگونی سیمای مسیح عیدی غالباً در ۶ اوت است و به رویدادی در عهد جدید اشاره دارد که چهره عیسی مسیح بر قله کوه تجلی تابشی شکوهمند می‌یابد. علاوه بر روایت انجیل‌های هم‌نوا (متی، مرقس و لوقا)، رساله دوم پطرس و انجیل یوحنا در ۱:۱۴ نیز به آن اشاره کرده‌اند. پطرس، یعقوب پسر زبدی، یوحنا، عیسی، موسی و الیاس در کوه تجلی حضور داشته‌اند.
در این روایت، عیسی و سه حواری او پطرس، یعقوب پسر حلفا و یوحنا به کوه تجلی می‌روند تا نیایش کنند. در کوه، چهره عیسی را درخشش پرتوهای نور فرا می‌گیرد. سپس، موسی و الیاس در کنار او ظاهر می‌شوند و با او گفتگو می‌کنند. آن‌گاه همانند داستان تعمید عیسی، ندایی از آسمان عیسی را «پسرم» خطاب می‌کند.

## بزرگداشت
عید تجلی منشأ نامشخصی دارد؛ و از قرن نهم به اشکال مختلف وجود داشته است. در کلیسای غربی، پاپ کالیکتوس سوم آن را گسترش داد که در ۶ اوت، سالگرد محاصره بلگراد در ژوئیه ۱۴۵۶ جشن گرفته می‌شد. کلیساهای ارتدکس شرقی، کاتولیک رومی و انگلیکان ۶ اوت را برگزار می‌کنند و اگر به روز یکشنبه بیافتد، با مراسم نیایش جایگزین می‌شود. در کلیسای سوئد و لوتری انجیلی فنلاند، جشن در هفتمین یکشنبه پس از تثلیث (هشتمین یکشنبه پس از عید پنجاهه) برگزار می‌شود.

## اهمیت
تجلی یکی از معجزات عیسی در انجیل است.
این معجزه در انجیل‌های متعارف از این نظر منحصر به فرد است که در آن موضوع معجزه خود شخص عیسی است.
توماس آکویناس تجلی عیسی را «بزرگ‌ترین معجزه» می‌دانست که در آن معجزه تعمید عیسی تکمیل شده و کمال زندگی در بهشت به نمایش درآمده است.
تجلی یکی از پنج نقطه عطف مهم در روایت انجیل از زندگی عیسی مسیح است. باقی این پنج عطف عبارتند از غسل تعمید، مصلوب شدن، رستاخیز و عروج عیسی.
در سال ۲۰۰۲، پاپ ژان پل دوم در یک دعای رزاری، رازهای نورانی را معرفی کرد که شامل معجزه تجلی هم می‌شود.
در آموزه‌های مسیحی، تجلی لحظه‌ای سرنوشت‌ساز به‌شمار می‌رود و روی دادن آن بر بالای کوه، به عنوان جایی که در آن سرشت انسانی خداوند را ملاقات می‌کند تعبیر می‌شود. کوه، ملاقاتگاه برای دنیوی و اخروی قلمداد شده و عیسی خود به عنوان نقطه اتصال و پلی میان آسمان و زمین دیده می‌شود. علاوه بر این، مسیحیان تجلی را برآورده شدن یکی از وعده‌های عهد عتیق دربارهٔ منجی موعود می‌دانند که الیاس پس از عروجش دوباره باز خواهد گشت. (کتاب ملاکی)

## روایتعهد جدید

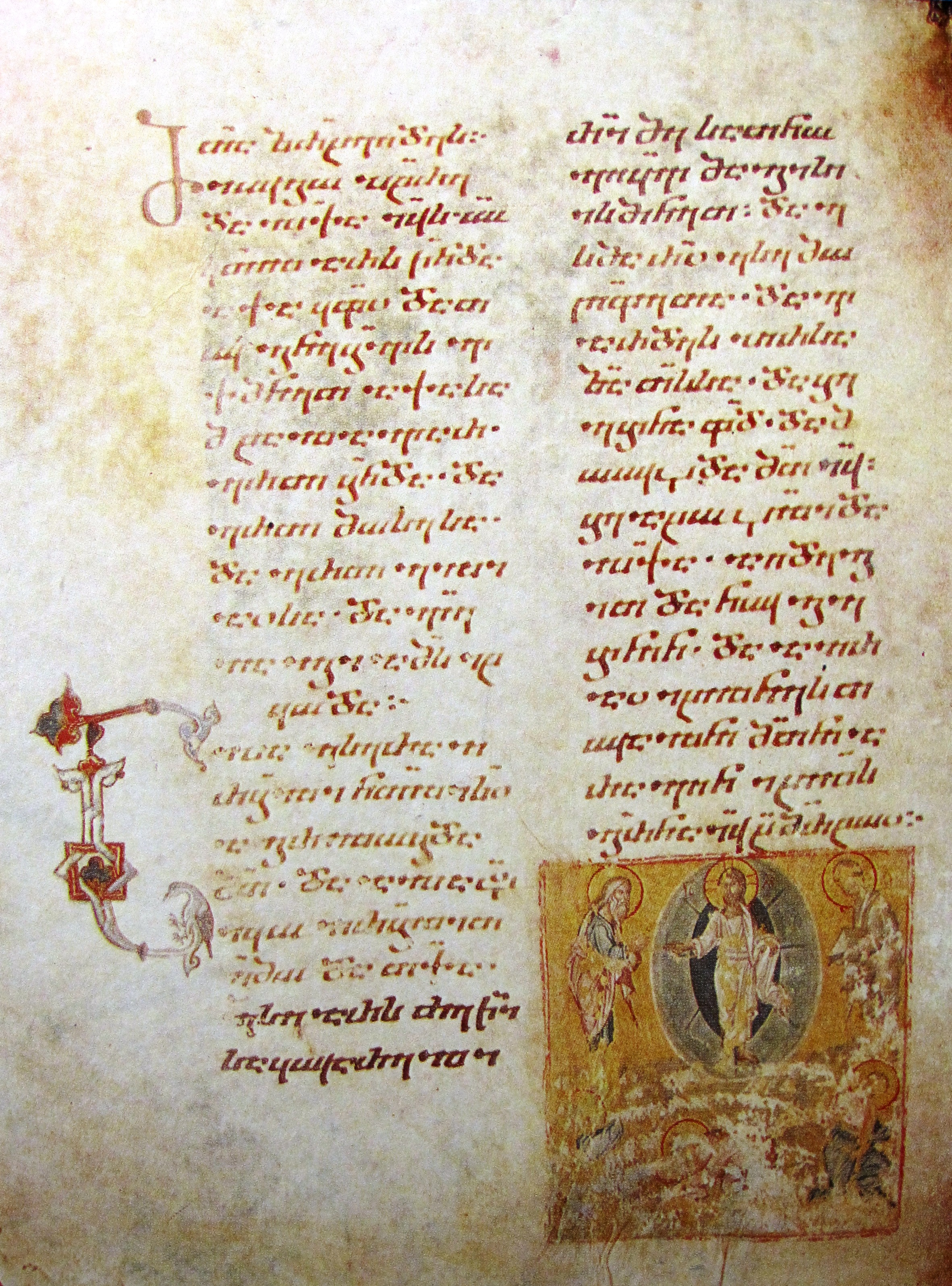
یک نوشتار گرجی که روایت تجلی را در انجیل مرقس نشان می‌دهد، مربوط به سال ۱۳۰۰

در انجیل‌های هم‌نوا تجلی در میانه داستان زندگی عیسی روایت شده است.
داستان تجلی در این انجیل‌ها یک رویداد کلیدی است و تقریباً بلافاصله پس از یک رویداد مهم دیگر یعنی اعتراف پطرس که «شما مسیح هستید» (متی ۱۶:۱۶ مرقس ۸:۲۹ لوقا ۹:۲۰). آمده است. با این حساب، روایت تجلی می‌تواند کوشش دیگر برای ثابت کردن هویت عیسی مسیح به عنوان پسر خدا به مریدانش تلقی شود.
در انجیل، عیسی پطرس، یعقوب پسر زبدی و برادرش یوحنای رسول را با خود به بالای یک کوه نامشخص می‌برد. مطابق متی ۱۷:۲، عیسی بر بالای کوه «در حضور ایشان متجلی و نورانی شده بود. چهره‌اش مثل خورشید می‌درخشید و لباسش به سپیدی مور گشته بود.» سپس دو پیامبر پیشین الیاس و موسی ظاهر می‌شوند و عیسی با آن‌ها به گفتگو می‌نشیند. انجیل لوقا ادعا می‌کند که آن‌ها دربارهٔ خروج عیسی که اندکی بعد در اورشلیم روی داد صحبت کردند. (لوقا ۹:۳۱) همچنین این انجیل با بیان اینکه «آنها جلال او را دیدند» بر شکوه عیسی در لحظه تجلی تأکید می‌کند.
هنگامی که الیاس و موسی در حال عزیمت هستند، پطرس از عیسی می‌پرسد که آیا حواریون باید برای او و دو پیامبر دیگر خیمه برافرازند که این به عنوان تلاش پطرس برای نگه‌داشتن پیامبران تفسیر شده است. اما پیش از آن که پطرس کارش را تمام کند، ابری روشن پدیدار می‌شود و صدایی از بالای ابر می‌گوید: «این پسر محبوب من است که از او راضی هستم، به او گوش فرا دهید.» حواریون از ترس روی زمین می‌افتند اما عیسی به آن‌ها نزدیک می‌شود و به آن‌ها می‌گوید که نترسند. هنگامی که حواریون به اطراف می‌نگرند، دیگر الیاس و موسی را نمی‌بینند.
هنگامی که عیسی و حواریون در حال پایین رفتن از کوه هستند عیسی به آنها می‌گوید که از آنچه دیده‌اند به کسی چیزی نگویند تا وقتی که «پسر انسان» دوباره زنده شود. سپسی حواریون از یکدیگر می‌پرسند که منظور عیسی از دوباره زنده شدن چه بوده است.

## اهمیت
الهیات مسیحی به دلیل عناصر این روایت، اهمیت زیادی برای تجلی عیسی قائل است. در آموزه‌های مسیحی، تجلی یک لحظهٔ سرنوشت‌ساز قلمداد می‌شود و روی دادن آن بر بالای کوه به عنوان جایی که در آن سرشت انسانی و خداوند ملاقات می‌کنند تفسیر می‌شود: محلی بر ملاقات میرا و ازلی با حضور عیسی به عنوان نقطه اتصال و پلی میان آسمان و زمین.